# Stjepan III. od Iberije
Stjepan III. od Iberije (gru. სტეფანოზ III, Step'anoz III) iz dinastije Guaramidi, bio je gruzijski princ od Iberije, koji je vladao od 779. ili 780. do 786. Stjepana III. postavio je kalifat na mjesto njegova ujaka Nersesa II., koji se pobunio protiv arapske vlasti. Nakon što je sveti Abo mučen i ubijen 786., Nerses se pokrstio i time postao neprijatelj kalifata, a zajedno sa Stjepanom se više nije pojavljivao niti spominjao u povijesnim izvorima.